# Las Lomitas (flygplats)
Las Lomitas är en flygplats i Argentina. Den ligger i den norra delen av landet, 1 100 km norr om huvudstaden Buenos Aires. Las Lomitas ligger 130 meter över havet.
Terrängen runt Las Lomitas är mycket platt. Runt Las Lomitas är det mycket glesbefolkat, med 2 invånare per kvadratkilometer.. Närmaste större samhälle är Las Lomitas, 1,4 km sydväst om Las Lomitas.
I omgivningarna runt Las Lomitas växer i huvudsak lövfällande lövskog.